# Marjino (rejon uspieński)
Marjino (ros. Марьино) – wieś w Rosji, w Kraju Krasnodarskim, w rejonie uspieńskim. W 2010 liczyła 2171 mieszkańców.